# 轰-6
轰-6轰炸机是中國西安飛機工業集團在中華人民共和國所生產的一款中型後掠翼喷气式戰略轟炸機，其前型是苏联所授权生产的圖-16轟炸機。轟-6的主要用戶是中国人民解放军空军與中国人民解放军海軍航空兵。
轰-6原型为中国获得苏联授权生产的長程轰炸机Tu-16，目前在全世界已經全數退役拆解，僅有中國一國仍為現役。该机在中国主要担任战术战略轰炸、侦察、反舰、巡逻监视等多种任务，並持續進行現代化改良提升性能，为核三位一体的重要组成部分，作为中国现役唯一的战略轰炸机，预计将至少服役至2030年，甚至更久。

## 研制过程

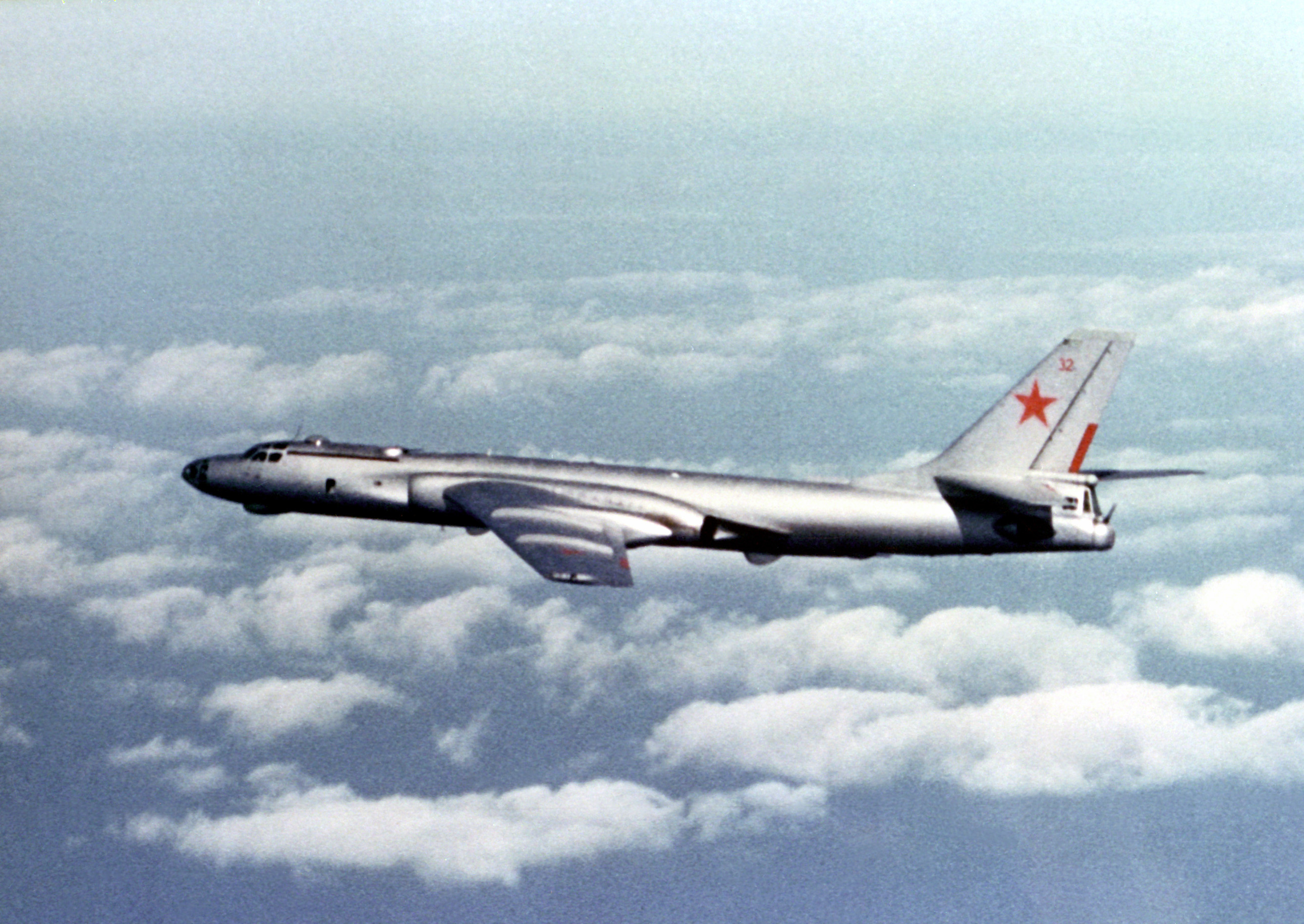
轟-6的授權生產原型機，蘇聯研製的圖-16戰略轟炸機，苏联第一代喷气式轰炸机，至今在前蘇聯諸國已經全數退役不再使用。

中蘇友好條約簽訂後，1957年9月蘇聯決定協助中国建设一座中型轰炸机制造厂，同意中国授權生產Tu-16轟炸機，根据苏、中双方的协议，同年蘇聯給予中国2架Tu-16A整机做样机，一架拆解作為研究、另一架則交由西安飞机厂拆解分析其生產模具的規格。再由苏方提供一架图-16整机部件及一架图-16散装部件由中国方面组装、装配，然后由苏聯方面提供各种零部件毛坯和原材料由中国方面进行加工制造。中方由哈尔滨飞机厂与西安飞机厂（西飞）开始進行在國內自製工程，1959年蘇聯將全套的Tu-16技术圖紙和资料提供給中国，1959年9月马凤山被任命为轰-6研制的主管设计师。1959年9月哈尔滨飞机厂用散件组装的第一架图-16实现首飞。
很快的中蘇交惡直接影響Tu-16授權進度，在1960年6月蘇聯撤走所有駐中專家前，協議內所明定之20架零附件只運交了9架，日後自然也未有履約，連提供生产夹具都半途而廢了，如同歼7，中國人需要在苏联不完全提供的技术上自行摸索和製造，这也为后来自行大规模改造打下了基础。因大躍進運動時期的产业失调，導致轟炸機自製化的期程不斷拖延；1961年研制工作由哈尔滨飞机厂与西安飞机厂共同承担全部转为由西飞承担。直到1964年西飛建设基本完成才開始進行第一架國產化Tu-16（後來轰-6甲）的製造工作。中国生产的型号称为“轰-6”。
在這段時間西飛基本上已經在摸索掌握Tu-16的設計，因此在1963年起執行「21-511計畫」，將蘇聯提供散件组装的一架轰-6（编号50671）改裝為原子弹载机。改装了炸弹舱，增加了放射性防护装置，以及实验测试设备，相關工程於1964年7月完成。1965年5月14日该机执行中国首次空爆原子弹实验，1967年6月17日执行了中国首次空爆氢弹试验。1968年将蘇聯提供散件组装的另一架轰-6改装为空中发动机实验平台，机腹弹仓处外挂发动机实验吊舱，用于发动机空中测试。由于中国当时受工业基础水平限制，雖然機身可以自行生產，图-16所用的PⅡ-3M型喷气式发动机国产化仿制最困难，整体性能达不到原型机的水平，致使最初的轰-6飞行性能不如原型机Tu-16。发动机仿制型号称为“涡喷-8”，由西安航空发动机厂研制，1967年通过鉴定试车，1968年開始量產。随着国产材料、加工工艺技术的提高，涡喷-8的翻修间隔，最大推力的提高總算满足了轰-6及改型的需要。1966年10月，西飛完成第一架轰-6原型机，用于静力试验。1968年12月24日，國產化的轰-6首飞，1969年2月量產的轟六甲（也称轰-6A）進入中國人民解放軍空軍服役，1969年7月定型并投入小批量生产。

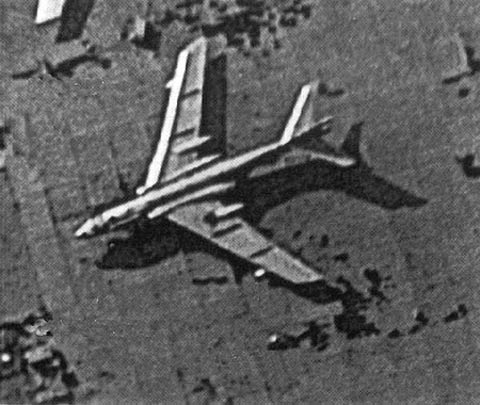
間諜衛星拍下的轟六轰炸机。

西方國家知曉轟六的存在則是在1971年8月13日，當天轟六實施轟炸訓練科目時被美國偵察衛星所拍攝；CIA在1972年3月評估已經進入服役的轟六至少有32架，還有19架尚待完工。而轟六大規模量產則是在1972年起開始，最大產量曾達到年產30架，然而更多時間轟六生產數量並未如此龐大；在1973年完成第60架甲/丙量產任務後曾停產過相當長的時間。此時因為中美關係轉好，中美軍事合作也更為頻繁，中方获得了更先进的航电系统，同时中方也在与英国合作中进行涡喷改涡扇（但此合作并未成功，后中方最终选择了较易获得的伊尔76使用的D30-KP-2，未來計劃更換其国产化版本渦扇-18。因苏联并未将Tu-16喷改扇，且原版Tu-16为翼身融合体引擎舱，有优于吊挂式引擎的气动性能，却使换装引擎难度大增，所以此大改是中方未依靠英国或苏联独立研制的成果），以及另將該機施以整合空射反舰和巡航导弹的機能；由此从仿制生产转向大规模改进设计，主要侧重在提高燃油经济性增加航程，改进电子设备以作为各种导弹的发射平台。1982年勃列日涅夫“塔什干讲话”后，中蘇關係再度轉好，不再需要防堵蘇聯，使得轟-6的生產趨緩，直到1985年轟-6才再度復產，重点转向为投射反舰导弹设计的轟六丁，因此到1986年總產量仍只有140餘架，美國在1990年代評估轟六家族至少生產了150架。在1990年代對早期生產的数量较少的轟六甲/丙機隊實施近代化翻修工程。在21世紀初則尚有120架左右仍在服役。2007年轰-6在又一次大规模改进成为重点投射远程巡航导弹设计的轰-6K后复产，此时机体结构和武器系统已与Tu-16大相径庭。
轟-6為中国人民解放軍空軍的主力戰略機種，同時兼為解放軍最大型的國產戰機，因此解放軍利用它改裝成多種載台。包括空中加油機、偵察機、電戰機等，80至90年代试验了空射使用涡扇动力的“红鸟”系列巡航导弹。现今轟-6除了可以載運炸彈之外，也可以載運解放軍各型反舰导弹（如海鷹、鷹擊系列）與巡航导弹（如长剑-10导弹）。轟-6H與轟-6K即兩種型號的巡航導彈載機，分別攜帶精確制导空地導彈及戰略巡航導彈。在战术方面提高了中国空军的对地火力支援能力，战略方面可有效威慑和打击第一岛链内的战略、战术目标甚至打击目标可延伸至第二岛链内。

## 发展型号

### 轰-6甲
1964年西飞研制生产的Tu-16国产化型号，在蘇聯技術支援撤離後，利用手上取得的圖紙與實物重製，並因應中国大陆当时工業能力修改部分材料結構及生產方式。轰-6甲装备后，根据使用时发现的问题，1970年西飞开始改进自动领航轰炸系统，1980年代初完成测试试飞开始装备。1969年曾利用生产中的一架轰-6甲改装成无人靶机载机，1970年首飞。

### 轰-6乙
1972年西飞展开轰-6甲基础上研制轰-6乙侦察机，在机腹炸弹舱内安装3台大型侦查用照相机，为适应远程侦查的需要还改进了导航、通信、飞行控制、自动驾驶仪等设备。由于机载设备研制缓慢的影响，至1978年完成首飞，1979年定型并装备。1980年人民解放军海军航空兵2架轰-6乙侦察机执行了对南沙群岛首次空中侦查任务。

### 轰-6丙
轰-6丙电子干扰飞机1977年开始研制，在轰-6甲基础上加装主被动干扰设备、雷达探测对抗设备，机身外部、弹仓安装各种用途的雷达天线罩与刀型天线。1977年开始研制，1980年首飞，1983年交付服役。

### 轰-6Ⅰ
1970年6月，172厂（西飞前身）提出了轰6改装英国罗尔斯-罗伊斯公司民用“斯贝”RB163 MK512型涡轮风扇发动机替代2台涡喷-8型涡轮喷气发动机的计划，同年8月，第三机械工业部正式下达通知。该通知随后在10月得到了当时空军副司令常乾坤的同意批示。在沈阳黎明发动机制造公司、西工大、南航等十多个单位的协同下，西飞在1970年10月开始准备工作，1971年2月设计开始，73-76年进行发动机更改相关的零部件生产和各项试验，1977年11月完成总装，1978年1月完成首飞，并在8月完成主要性能试飞。
两台位于机翼根部原发动机机舱内，另两台采用吊挂方式装在机翼起落架舱外侧。总推力有所提高，航程由基本型的5760公里暴涨到8060公里，提升40%；海平面最大爬升速率从每秒18.6米提升到29.7米，提升60%；而起飞着陆性能，同样得到了明显改善，巡航耗油量降低25%。然而，由于发动机造价成本控制，以及维护成本的增加，都超出了当时的承受能力，更重要的在于，整个计划缺乏严谨的论证，带有极大随意性，作为军机缺乏根本的可靠性保障，进入1980年代，该型号下马。

### 轰-6丁
1967年底轰-6作为反舰导弹攻击机的研制正式开始，由于“文化大革命”运动影响1969年中止研制。1975年轰-6导弹攻击机研制再次被提出，由于空军用导弹攻击机研制难度较大，西飞转而根据海军作战需求研制轰-6丁海军导弹攻击机，首架轰-6丁于1981年首飞，1985年定型开始批量生产，也称为“轰-6D”。曾经出口4架。在机翼下增加一对外挂架用于挂载“鹰击”-6空对舰导弹，以及配套的245型机载雷达以及导弹火控装置，机头驾驶舱位置下方有一个加大的雷达罩，修改了部分结构的设计，取消了机身上的自卫航炮。

### 轰油-6（轰-6U）
1990年西飞完成首架轰-6空中加油机的改装，命名为“轰油-6”。1991年12月31日轰油-6与歼-8型战斗机首次对接成功。1995年开始服役。
中国海军航空隊装备的空中加油机型号是利用现役轰-6D型改装而来的，保留机头下部大型雷达罩，机腹弹仓改装为燃油舱，每侧机翼下外各挂一个空中加油吊舱，带插头锥管式空中加油装置。取消原尾部护尾航炮，射手舱改为空中加油操纵舱。机尾两侧安装聚光灯用于夜间空中加油照明。
中国空军装备的加油机型号是全新制造的，外观方面最大的特征就是全新设计封闭式带小型雷达罩的机头取代了轰-6机头透明领航舱，带气象雷达，保留领航员舱。更新了必要的电子设备。

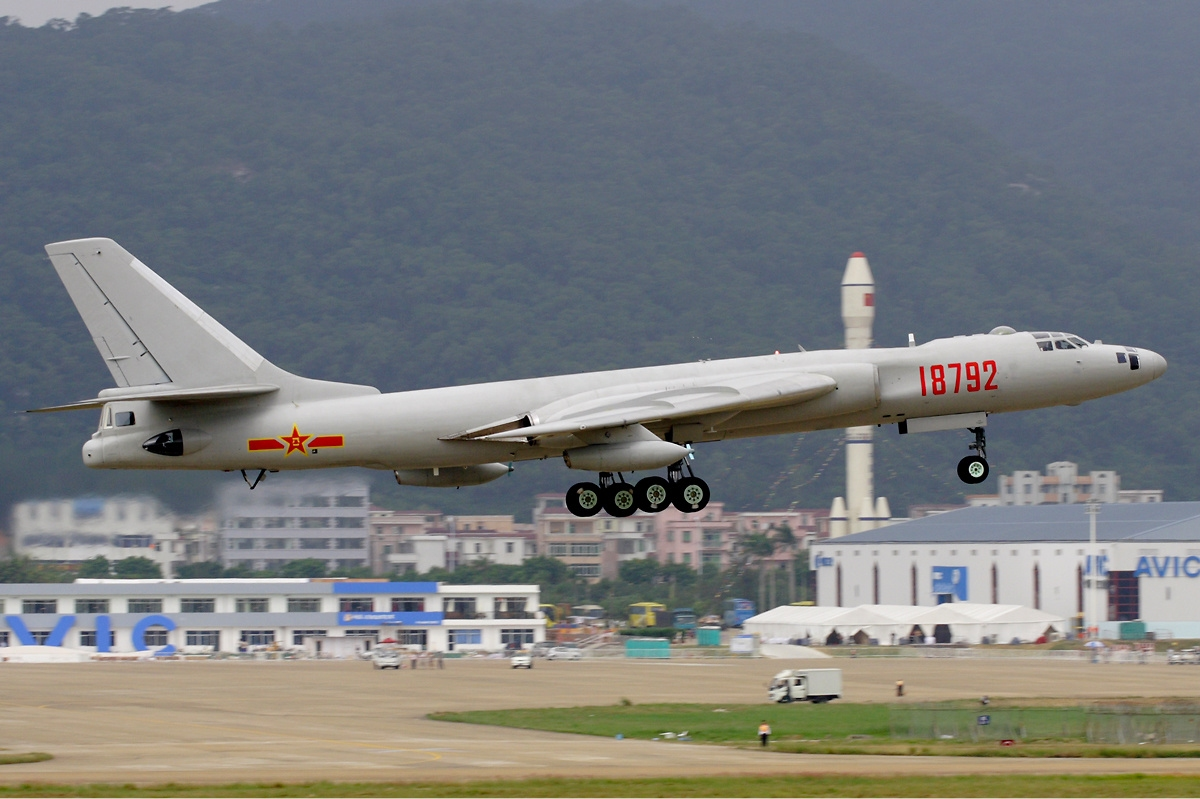
轰油-6

### 轰-6F
部分后期生产的轰-6甲型进行现代化改装的型号，于20世纪90年代实施，重点改进航电系统，安装新型导航系统，加装雷达警戒系统、干扰系统，取消了自卫用航炮。改装后重新命名为“轰-6F”。

### 轰-6H
在中国人民解放军海军航空兵装备的轰-6D型的基础上为中国人民解放军空军研制的，可携带空地导弹可执行防区外打击的型号，机头下方雷达罩内安装对地搜索雷达，具备低空突防的能力，机翼下有一对外挂架用于挂载战术空对地导弹，机腹带有数据传输系统。1998年首飞，1999年批量生产。互联网上出现有轰-6H翼下挂载2枚KD-63空地导弹、鹰击-12超音速导弹的图片。

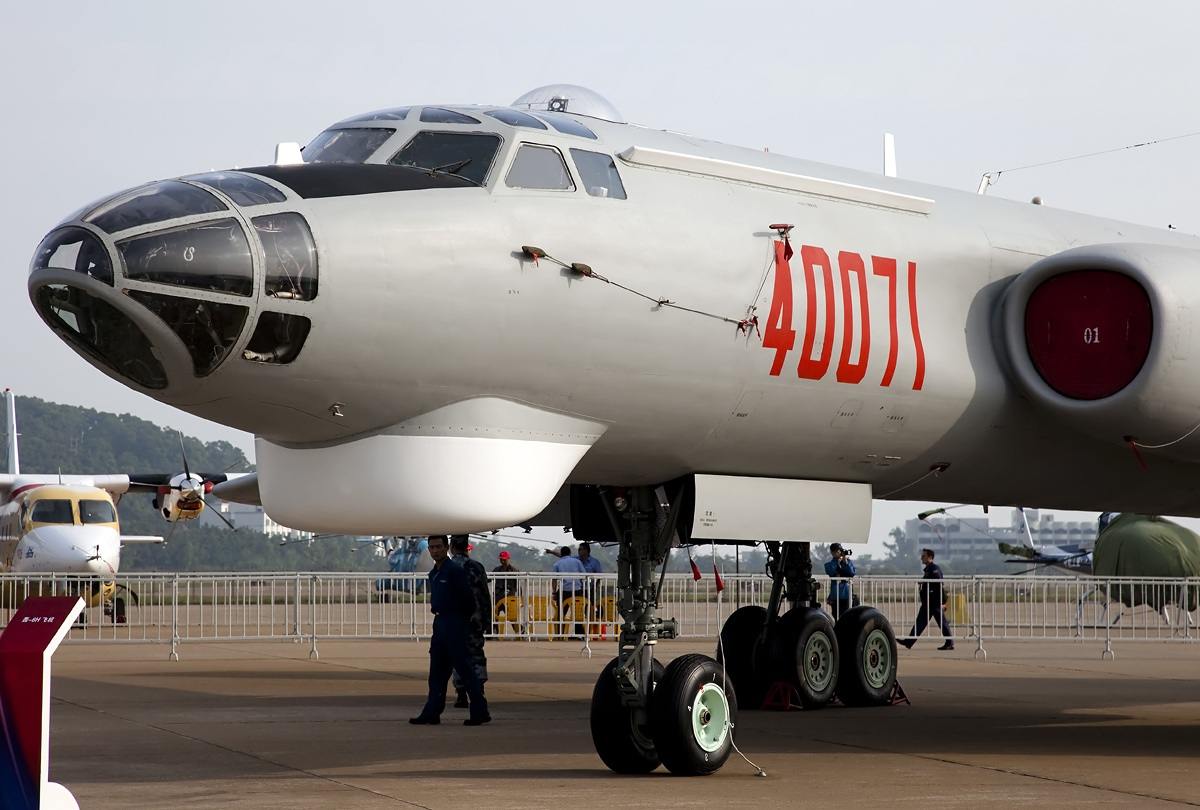
轟-6H加裝对地雷達罩

### 轰-6M
轰-6H型的进一步改进型号，每侧机翼下各有两个外挂架，机腹下有一小型外挂架用于挂载小型吊舱。取消了所有自卫用航炮。增加电子压制能力。只装备於中国空军。

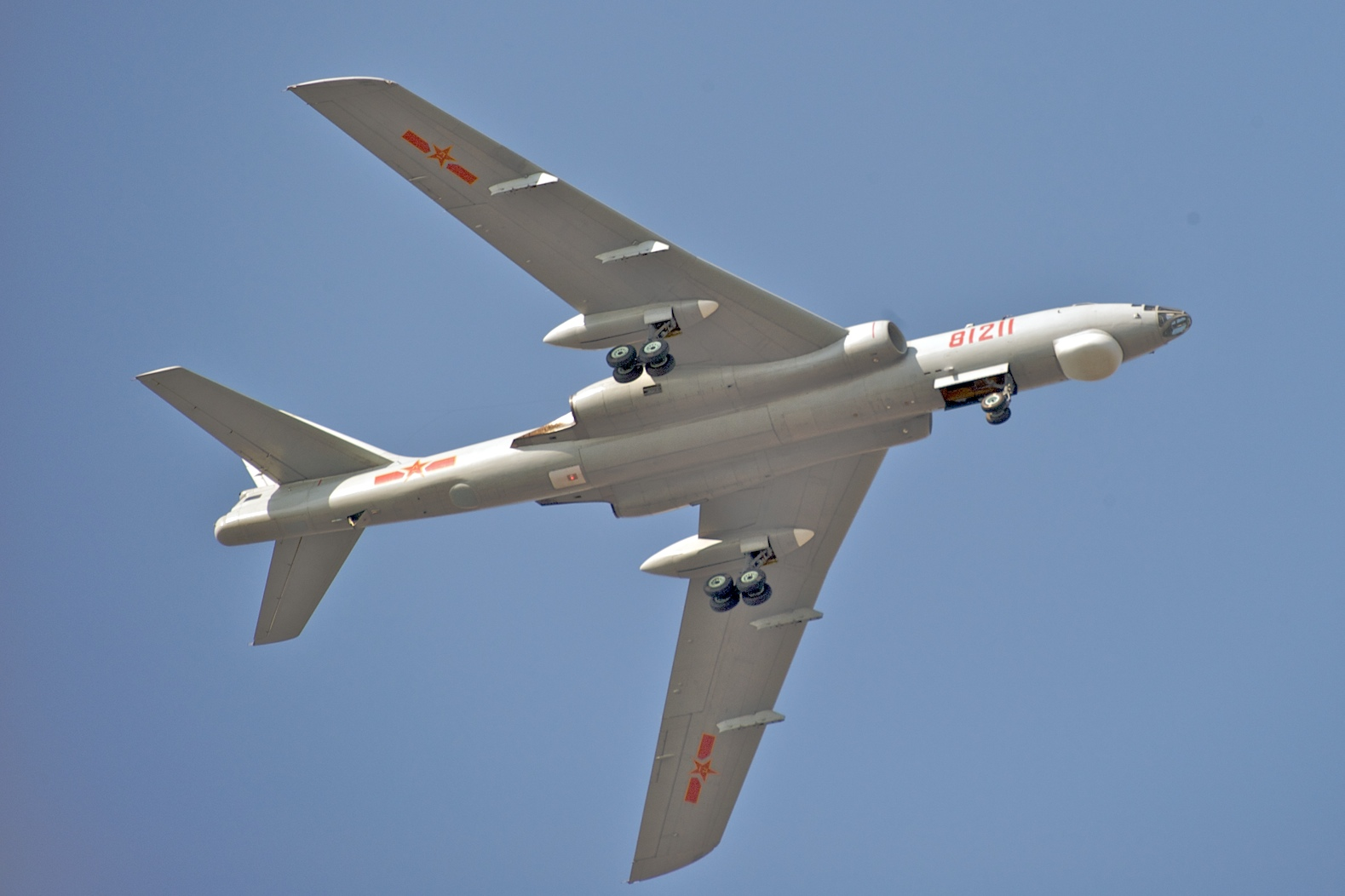
轰-6M

### 轰-6G
轟-6G是一種2004年後才交付部隊的新型轟-6改型，突出改善遠海超視距對海、對地精確攻擊能力，主要武器是鹰击-83K、鷹擊12反艦飛彈反艦導彈。

### 轰-6K

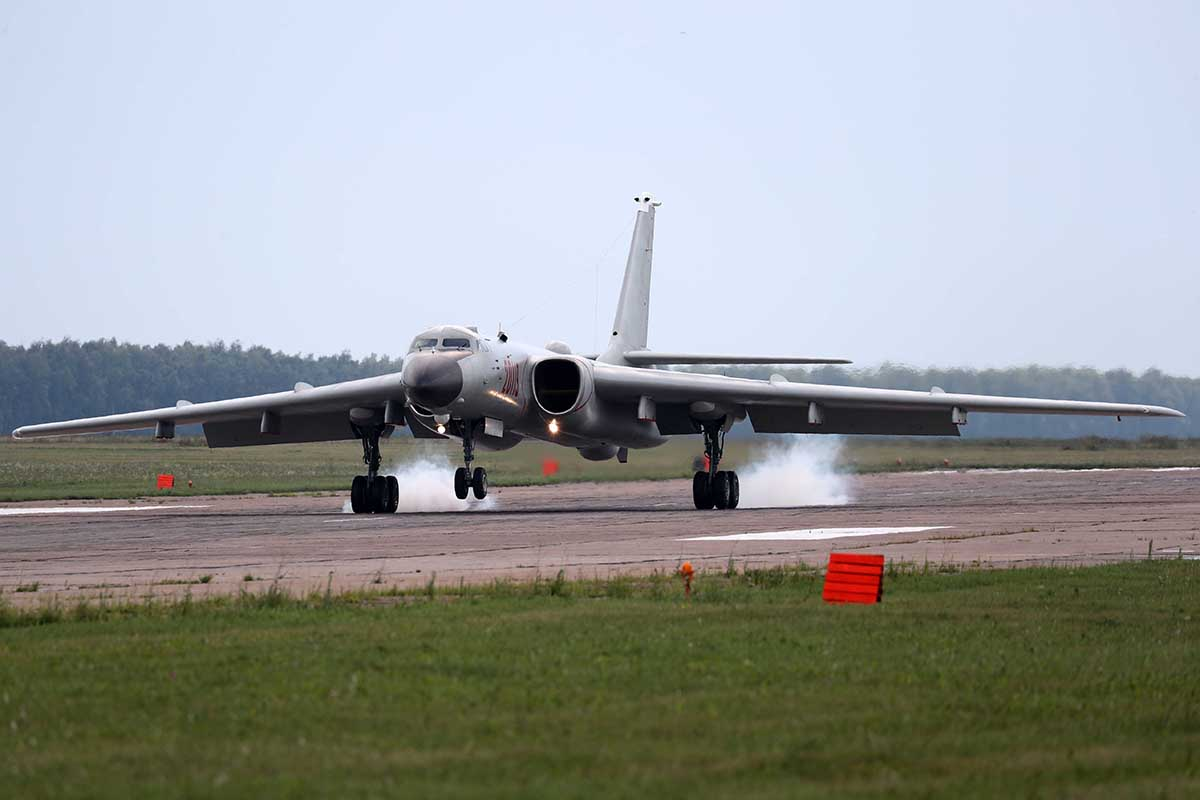
轰-6K着陆

轰-6K是中国自行研制的中远程新型轰炸机，具备远程奔袭、大区域巡逻、防区外打击等能力。2007年，互联网上出现轰-6的新改进首架原型机的照片，机身印有“战神”001的字样。外观最大的特征是重新设计前机身，全新设计的大型雷达罩的机头取代了轰-6机头透明领航舱，驾驶舱实现“玻璃化”，改进了电子设备，改善了人机工程，並大幅改善了机舱內人員布置和弹射逃生系統。新修形设计的加大的发动机进气口，增加了进气量，装用俄制D30-KP-2涡扇发动机（后期計劃使用其国产仿制版涡扇-18）替换原有涡喷-8涡喷发动机，加大了推力。机尾与机身融合的锥体用于安装电子设备，取代原轰-6的23毫米双联机炮操纵舱。内部弹舱改为油箱，每侧机翼下各有三个外挂架，挂载的主要武器是巡航导弹，因此航程，帶彈量比原轰-6有所增加，是解放军战略威慑力量的重要组成部分。
据报道2011年轰-6K轰炸机定型装备部队，2013年4月21日轰-6K携带巡航导弹首次曝光，可携带至少6枚远程空射巡航导弹，射程可达1500到2000公里，具备向关岛和中南半岛地峡发射遠程巡航导弹的能力。轰-6K的作战半径超过3500公里，打击能力覆盖第二岛链。
另据俄罗斯“潜望镜-2”军事网站援引加拿大《汉和防务评论》杂志消息称，俄国防工业可靠消息人士证实，中国2013年应该获得32台D30-KP-2航空发动机。报道称，中国可能用这些发动机装备轰-6K轰炸机，因能够携带最远射程2500公里的巡航导弹（意味着具备搭载战略武器的战略轰炸机性质）。
2013年5月29日，美國科學家聯合會核信息項目主任漢斯·克里斯藤森說，長劍-20顯然是由改進版轟-6中程轟炸機搭載，將提供更遠射程。美國國防部則有消息指出，搭載長劍-20空射巡航导弹的轟-6在執行對地攻擊任務時，若能穿透防空網，就可定位整個亞洲、俄羅斯（乌拉尔山脉以東）和關島的設施。長劍-20空射巡航飛彈是1500多公里射程的陸射長劍-10（東海-10）的空射版。美國空軍在2009年的報告也曾提到，長劍-10可能是「常規或核」飛彈，這意味著長劍-20也可能搭載核彈頭。
2015年3月30日，解放軍轟-6K曾穿越巴士海峽進行遠航訓練，2015年5月21日，解放軍兩架轟-6K飛越沖繩本島及宮古島之間的宮古海峽上空，前往西太平洋進行遠洋訓練。日本航空自衛隊沖繩那霸基地的F-15戰機緊急升空應對。中国国防部空军新闻发言人申进科上校透露，这次远海训练将提升空军航空兵部队远海机动作战能力。

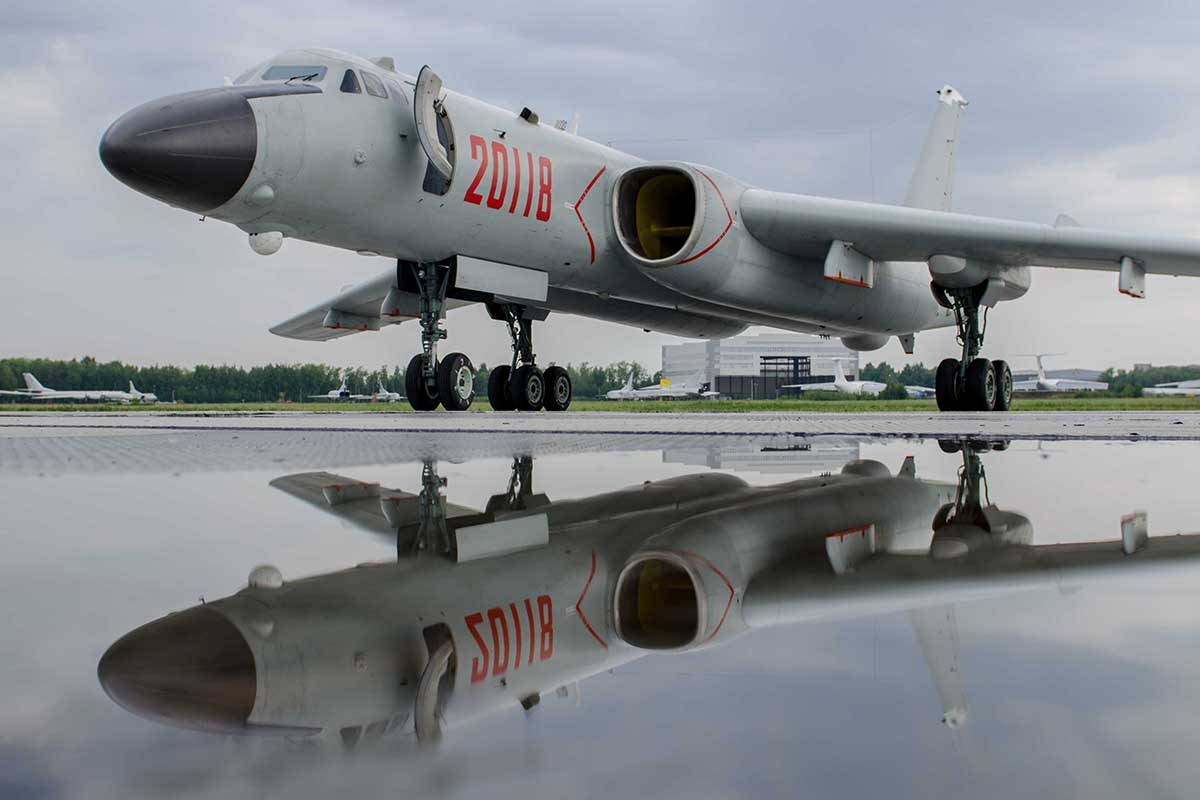
轰-6K

### 轰-6N
轰-6N为国产新型远程战略轰炸机，可以进行空中受油。能够实施远程奔袭、大区域巡航、防区外打击，全面提升中国空军的战略打击能力。2017年，出现在中国互联网上的一种轰-6新改进型号，其外观最大特征为加装了空中受油管，该飞机型号被称为轰-6N。中国的军事观察员分析认为该机可能执行两种任务：第一，该机可能执行远程导弹攻击任务，通过加油可能增加3000公里的作战半径，携带数枚射程1500公里的長劍-20空射巡航导弹；另一方面，也有观察员认为，该机可能用来作为发射平台，来发射卫星或弹道导弹。轟-6N傳聞能搭載東風-21D空射型反艦彈道飛彈。2019年10月1日，轰-6N在中华人民共和国成立70周年阅兵式上首次亮相

### 轰-6J
2019年2月21日，轟-6轟炸機系列的最新改良型「轟-6J」，轟-6K的海軍版本，可空中加油。加油後作戰半徑估計可達4000公里以上，兩次空中加油的話則可在第一、二島鏈之間的西太平洋深處遊刃有餘地巡航。轟-6J能夠攜帶最新型的鷹擊-12，以及原有的鷹擊-83K、鷹擊-62、鷹擊-63（AKD-63）等性能各異的大中型空射反艦飛彈，對500公里外的艦船目標，發起超視距攻擊。2020年7月30日，中国国防部例行记者会公布南部战区海军航空兵组织轰-6G、轰-6J等新型战机在南海有关海域开展昼夜间高强度训练。

## 實戰紀錄
轰六服役後曾輸出給兩個中東國家：埃及與伊拉克。兩個國家均在1970年代-1980年代自中國採購，總售價不明。

### 兩伊戰爭
1984年兩伊戰爭後期兩國對敵對方發動襲船戰，對波斯灣海域的油輪展開無差別攻擊，希望可以截斷对手原油輸出，以弱化敵方的戰爭資源供給；伊拉克在兩伊戰爭期間引進了4架可掛載C-601空舰飛彈（海鹰二号为基础改的空射型）的轰六丁，並採購了50餘枚的C-601反艦飛彈，這批轟六在1987年底交機，並在1988年1月17日首次执行实战，对伊朗苏莱曼尼亚省哈拉布贾市进行了毒气弹轰炸，造成伊朗人员伤亡。1988年2月5日，伊拉克空军的轰-6D击沉了一艘排水量50万吨的伊朗油轮。
1988年5月14日，伊拉克空军在达曼港不远发现由美军护航的编队，伊决定对护航编队进行袭击，一架轰-6D在雷达锁定美军一艘提康德罗加级巡洋舰后，迅速发射一枚C-601反舰导弹。美军战舰很快发现来袭导弹，其迅速躲到一艘巨型油轮旁边，并释放干扰弹，由于C-601反舰导弹没有全程制导能力，很快丢失目标，默认攻击了目标更大的油轮，将一艘30万吨级的油轮击沉。

### 波斯灣戰爭
雖然兩伊戰爭期間伊拉克所採購的轟六並無損失，但是在本次戰爭中，盟軍鋪天蓋地的空中攻勢使伊拉克制空权完全丧失，因此無出戰紀錄。

### 轰6在21世纪的活動狀況
日本防卫省统合幕僚监部（相当于总参谋部）2013年8月8日发布消息称，中国军方的两架H-6轰炸机当天上午飞经冲绳主岛和宫古岛之间的海域上空，在东海和太平洋往返飞行。这是日本防卫省首次确认并公布中国军方的轰炸机经过西南诸岛上空。中国轰6轰炸机飞越西南诸岛时，日本航空自卫队的战机进行了紧急升空加以应对，但该空域并非日本领空。据日本防卫省表示，这两架轰炸机在冲绳主岛和宫古岛周边公海上空往返于同一路径，此后飞回中国大陆方向。

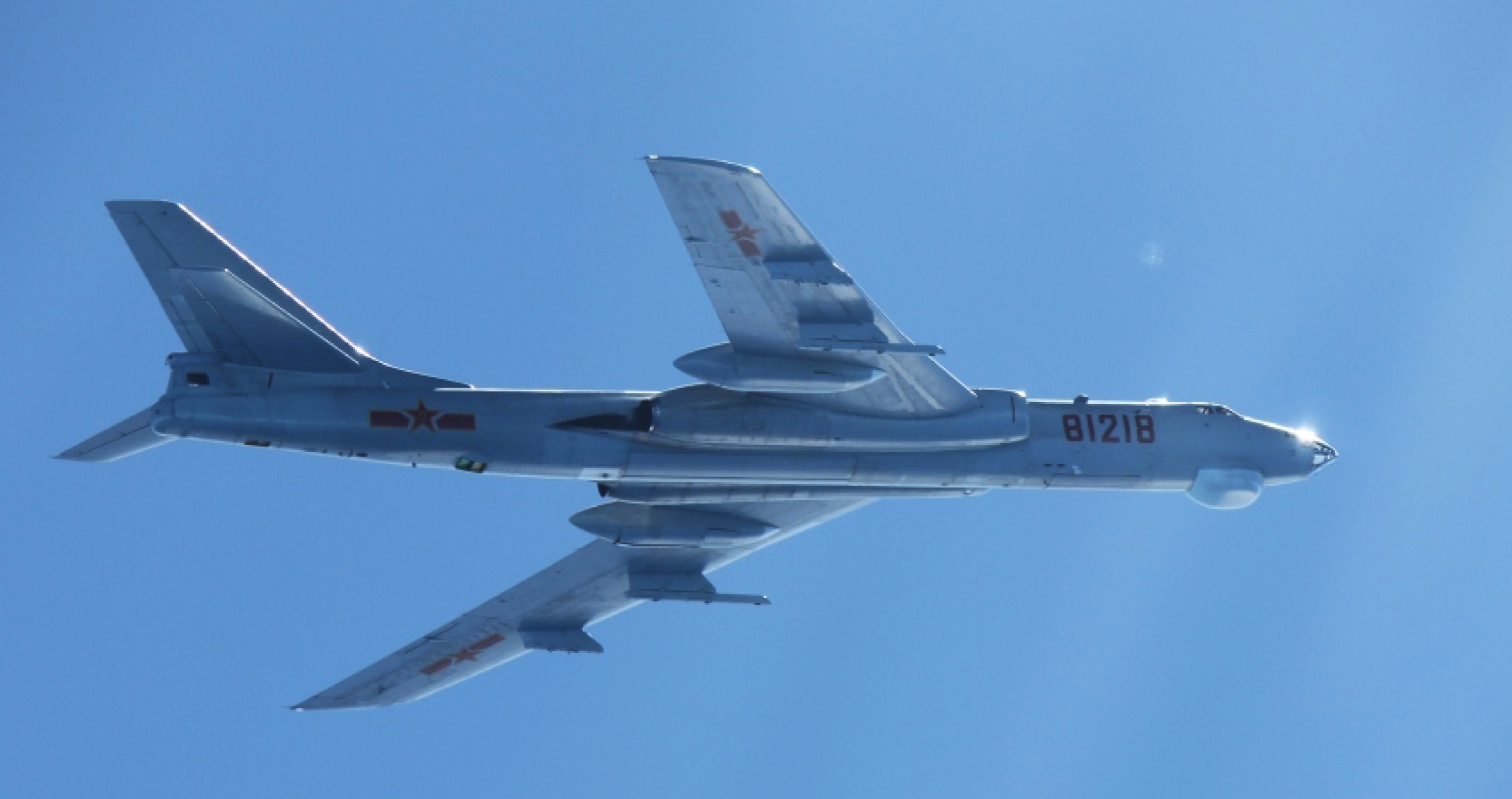
統合幕僚監部拍摄的轰-6M飞越宫古海峡

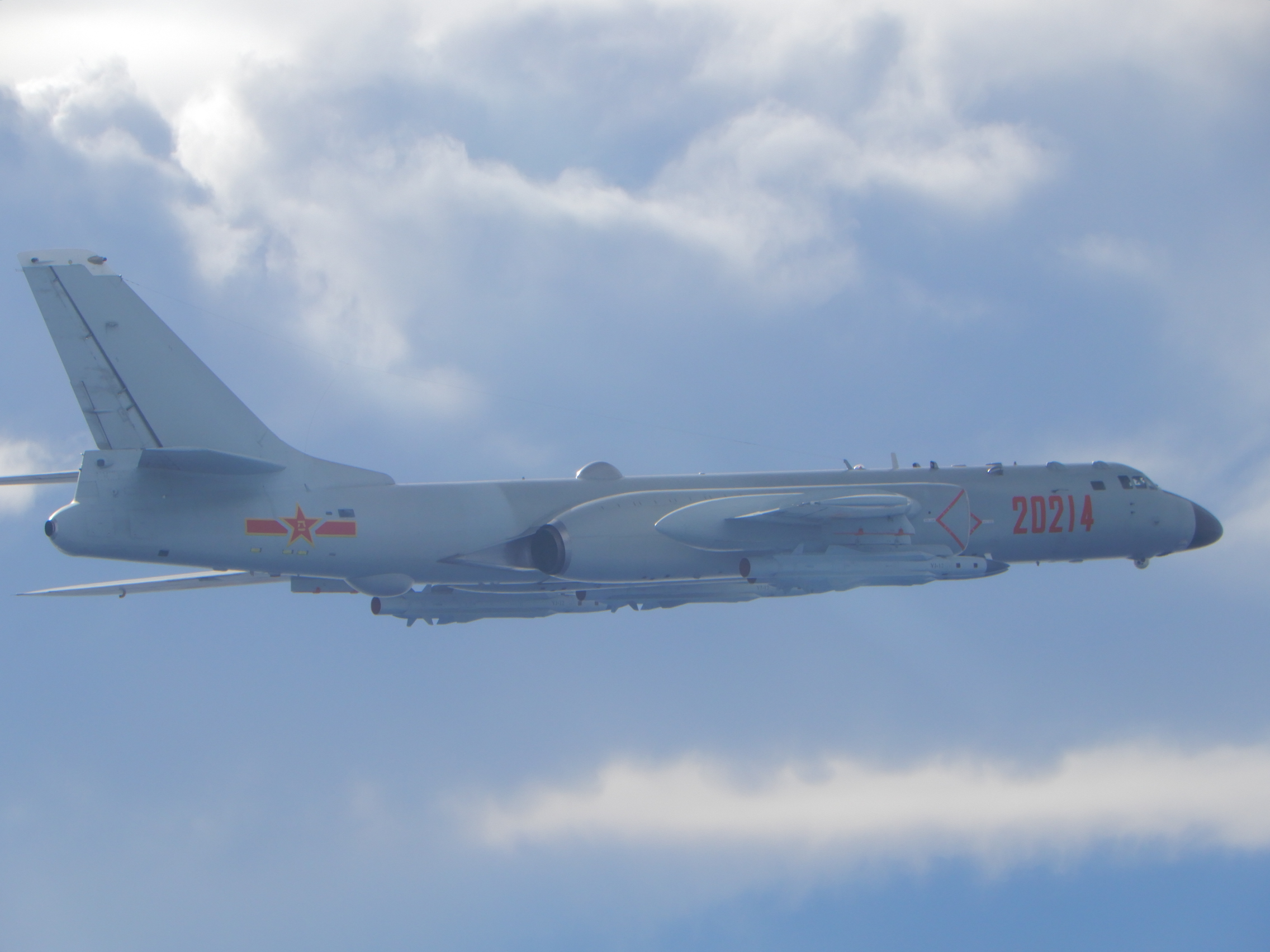
中华民国国防部拍摄的轟-6K

2015年3月底，全新升級的轟六K已經列裝量產的大編隊，並首次以大編隊姿態沿巴士海峽飛出第一島鏈進行戰略攻擊訓練，該機已經巨幅改裝幾乎成為另一種新飛機，機腹彈艙已經改裝成一個大型油箱延長航程甚多，武器則改為兩翼下掛載射程上千公里的長劍系列巡弋飛彈，成為一種防區外攻擊機，另外逃生系統和航電系統全部換新，就新聞畫面中顯示已經改裝為玻璃化座艙採用大量LCD螢幕作為操作介面。
2015年5月21日，解放军空军飞机飞越宫古海峡赴西太平洋开展远海训练，当天返航，达成了既定训练目的，圆满完成任务。这次远海训练，飞行训练区域为国际空域，飞行高度避开了民航主用高度层，国际航班飞行没有受到影响。此外就轰-6K搭载核弹头长剑-20导弹可威胁夏威夷的说法，中国媒体报道时说是“外媒报道”，而外国文章亦有说是“中国媒体（可打到夏威夷）的说法明显是夸张”。
2016年7月南海仲裁案發布前後，解放軍在南海舉行空前規模大型軍演，央視報導影片披露演習中轟六K發射了空射反艦大型飛彈，就是鹰击-12，表明已經量產服役，報導稱兩枚擊中就能讓大型航母沉沒。7月16日微博上流傳了一張南部戰區轟六K巡航於黃岩島上空的高解析照片，同時海面海警船配合執法驅逐菲律賓漁船。央視隨後證實。
2017年起解放军空軍轟六轟炸機編隊多次繞行台灣東部和宮古水道，中華民國空軍F-CK-1經國號戰鬥機執行攔截作業，中華民國國防部公布監控攔截照。
自2019年起，解放军空軍的轟-6亦開始參與俄羅斯空天軍的「東京急行」行動，每年最少安排一次與俄國的圖-95轟炸機一同繞飛日本，並於2022年起同時繞飛南韓。而在2022年12月一次「東京急行」行動中，轟-6K停靠海參崴軍用機場，乃解放軍轟炸機首次於外軍基地進行補給。
2023年6月，央視報道轟-6戰機參與驅離外方船隻（為美國航母戰鬥群）的行動。在遠海任務中，副大隊長張成樑與戰友駕機在預定空域下降驅離外國船艦。雖然每降低1米，戰機風險都在成倍增加，但最終成功驅離外方船隻。
2024年7月25日，轟-6第八次參與「東京急行」行動，並首次飛入美國阿拉斯加防空識別區。隨後，中、俄機隊被美國空軍及加拿大皇家空軍派出戰機攔截。

## 使用国

### 現役
- 中国
  - 中國人民解放軍空軍

### 退役
- 中国
  - 中國人民解放軍海軍（轉隸空軍）
- 埃及
  - 埃及空軍
- 伊拉克
  - 伊拉克空軍

## 主要参数

圖-16三視圖

参考资料：Sinodefence.com
基本信息
- 机组：6（轟-6K:4）

性能
- 推重比：0.24

## 具体设计

### 逃生系統
早期轟-6繼承了Tu-16大部分的設計包括逃生系統，在常规的通过人员出入舱门跳伞外，又为每一位乘员配备了弹射椅；6位Tu-16的機組乘員，2位駕駛是朝上彈射，4位武器操作員是朝下彈射，与60年代的各国轰炸机如B-52弹射椅布局（4上2下）如出一辙，源自对二战中如B-17、B-29乘员在飞机于高空受损的翻滚中，离座、找到出入舱口而后跳伞困难，使每一位乘员不离座即有逃生机会；因此有向下的弹射出口，本意是不用弹射火箭靠重力也可滑出，这种弹射系统并不适合低空尤其是双零（零速度、零高度）时使用。同时因当时轰炸机机组成员较多，且除机炮射击手外，同处于一个加压舱室，一旦启动弹射程序将不可逆地破坏舱室的严密性，影响到所有乘员，所以采用弹射逃生有严格的步骤要求；在彈射前，必須讓飛機依循技令讓時速低於620公里和一定高度以下，以减弱舱门打开形成的冲击，然后實施6-8個順序不可顛倒的手動彈射準備步驟，先将乘员舱减压，后依照特定機組員逃生順序依序執行，否則會出現氣流干擾問題，導致其餘機組員無法脫離。
這種早期的弹射設計要成功執行，只能仰賴正駕駛用機內通話系統統一下達口令指揮；到考量到事故發生于低空時機組員可能陷入負傷甚至恐慌狀態，要如何有如機械般完美以人力實施全套逃生步驟，簡直有如天方夜譚。這也于1987年发生在6人编制的B-1B上，不过当时B-1的正副2名驾驶有单独的座舱和弹射椅，而4名武器操作员则同处一个舱室，于1000米高度，正副驾驶等4人成功弹射逃生，2人丧生。同期英国火神式轰炸机，最初设计前方正副2名驾驶有单独的座舱配备向上弹射座椅，后方被称为“矿坑”内的4名武器操作员共用一个上方的弹射舱门，4具弹射椅以转轮枪的方式循序转至舱门下弹射，后因结构过于复杂，取消了“矿坑”内的弹射座椅，4名武器操作员仍采用传统的离座从下方舱门跳伞方式，随被指责，但军方声称火神式的“事故率低”，无需为武器操作员配备弹射座椅。
对Tu-16原设计，于高空弹射时，有数分钟的时间如機械般完美以人力實施全套逃生步驟；且轰炸机与战斗机不同，轰炸机舱室较宽裕，人员可离座走动，在机体晃动可以忍受的范围内，通过人员出入舱门跳伞一直是轰炸机、运输机的常用选项，可在保持座舱完整的同时让部分乘员先行跳伞。
近代轰炸机弹射系统设计通过减少乘员，以电气柜或设备隔舱分离人员，配置双零弹射椅，涵盖低空弹射。如B-2采用2人座舱，B-1B、Tu-22M采用4人完全分隔2舱，Tu-160采用4人部分分隔2舱，B-52H/G仍在使用6人的上下2层部分分隔3舱、下舱向下弹射未变。经重新设计的轟-6K为3人部分分隔2舱，原4人的武器操作舱只留1人；各人均有自己的双零彈射椅與逃生艙口；全部機組乘員都朝上彈射，弹射可在0速至850公里/小时进行，上限高出Tu-16的30%。
根據解放軍目前公開的紀錄，1969-1995年轟-6共發生8起事故，约一半发生于机场起降中，共有41位機組人員犧牲；其中实施了弹射程序的仅一例，此次事故中，通过弹射系统成功逃生者2位，为第二领航员、通讯员向下弹射逃生，另右座副驾驶也成功向上弹射脱离，但因伞降过程中撞击地面房屋不幸殒难。

## 流行文化
- 轰-6轰炸机在2013年第一人称射击游戏（Battlefield 4）的资料片「中国崛起」（China Rising）中以中国人民解放军空军轰炸机的姿态出現，但使用聯合直接攻擊彈藥（預設）和AGM-158巡航导弹（解鎖後）。

### 引用
1. ↑  . 中国科普博览.   [2021-02-10].
2. ↑  . 环球网军事.   [2021-02-10]. （原始内容存档于2020-06-28）.
3. ↑  环球时报. . 新浪军事.   [2021-02-10].
4. ↑  西北工业大学航空博物馆. . hangkong.nwpu.edu.cn.   [2018-10-26]. （原始内容存档于2018-10-26）.
5. ↑  中時新聞網. . 中時新聞網. 2023-08-02  [2023-08-04] （中文（臺灣））.
6. ↑  .   [2016-12-26]. （原始内容存档于2017-04-22）.
7. 1 2  The Federation of American Scientists & The Natural Resources Defense Council Chinese Nuclear Forces and U.S. Nuclear War Planning p. 93, 94  （页面存档备份，存于）
8. ↑  . AirForceWorld.com.   [2 Aug 2011]. （原始内容存档于2011-03-03）.
9. ↑  . 第三机械工业部. 1970-08 （中文）.
10. ↑  . 大象公会. 2019-05-28  [2019-05-28] （中文）.
11. ↑  . 环球网.   [2025-04-08] （中文（中国大陆））.
12. ↑  .   [2013-06-14]. （原始内容存档于2013-06-15）.
13. ↑  .   [2013-04-21]. （原始内容存档于2013-04-21）.
14. ↑  .   [2013-06-01]. （原始内容存档于2013-06-07）.
15. 1 2  . mil.news.sina.com.cn.   [2017-08-25]. （原始内容存档于2017-08-25）.
16. 1 2  .   [2019-02-21]. （原始内容存档于2020-12-15）.
17. ↑  .   [2020-07-30]. （原始内容存档于2020-10-28）.
18. ↑  .   [2015-04-01]. （原始内容存档于2015-04-02）.
19. ↑  . Time and Date AS.   [2014-08-27]. （原始内容存档于2020-07-20）.
20. ↑  .   [2016-07-15]. （原始内容存档于2016-07-17）.
21. ↑  .   [2016-07-17]. （原始内容存档于2016-07-19）.
22. ↑  .   [2017-09-17]. （原始内容存档于2017-09-17）.
23. ↑  郭媛丹. . 环球网. 2019-07-24  [2021-05-12]. （原始内容存档于2021-05-12）.
24. ↑  . 香港電台. 2022-12-01  [2022-12-01]. （原始内容存档于2022-12-06）.
25. ↑  . 明報. 2023-06-20  [2023-06-22]. （原始内容存档于2023-06-25）.
26. ↑  . 香港有線新聞. 2024-07-26  [2024-07-26]. （原始内容存档于2024-07-26）.
27. ↑  . 法國國際廣播電台. 2024-07-26  [2024-07-26]. （原始内容存档于2024-07-28）.